# サポウイルス
サポウイルス(Genus Sapovirus、SaV)はカリシウイルス科に属するウイルスの属で、サッポロウイルス(Sapovirus sapporoense)1種のみが知られている。種名・属名ともに、札幌の孤児院で最初に集団感染が起きたことに因んでいる。

## 生活環
ヒトおよびブタが自然宿主である。

## 構造
サポウイルスの粒子はエンベロープを持たない直径 27-40nmの正二十面体であり、ウイルスの中では小さい部類に属する。特徴的な星形（ダビデの星）の電子顕微鏡像を示す。ゲノムとして約8,300塩基のプラス鎖一本鎖RNAを持っている。

## 分類
サポウイルス属は、ウイルスの分類上第4群（プラス一本鎖RNAウイルス）のカリシウイルス科に属している。サポウイルス属にはサッポロウイルス1種のみが認められているが、ジェノグループ7つが認識されている。ヒトに感染するのはこのうちGI、GII、GIV、GVの4種類である。

## 歴史
- 1977年、日本・北海道札幌市で幼児に集団発生した胃腸炎から、古典的なカリシウイルスとして知られるラゴウイルス（Lagovirus）に似た構造の小型球形ウイルスが確認され、「サッポロウイルス」と名付けられた。
- 1992年、3月末から5月にかけて、関東地方でも10～30代でサッポロウイルス感染が多発。
- 2002年、第12回国際ウイルス学会（パリ）小委員会において、「サッポロ様ウイルス属」と呼ばれていたものを「サポウイルス属」と呼ぶことを承認した。

## サポウイルス感染症
ウイルス性胃腸炎の原因ウイルスの1つ。
ノロウイルスとともに、成人のウイルス性急性胃腸炎を引き起こす代表的なウイルスであるが、ノロウイルスと違って小児に対しては穏やかな症状しか起こさない。
主な症状は腹痛、発熱、嘔気で、しばしば集団食中毒の原因ウイルスとなる。

### 予防
サポウイルスの予防には、一般的な衛生管理が最も重要となり、トイレを使用した後や食事の前、食事の準備の前に手を十分に洗うことで行うことができる。汚染された表面は、消毒剤や漂白剤を含む溶液で洗浄する必要がある。その他の予防法としては、感染者との接触を避けることや、感染した人と飲み物や食べ物を共有しないことなどが挙げられる。
院内環境
- 感染した患者を隔離し、感染したスタッフは業務を停止しなければならない。
- ベッドパンを洗浄する者は、教育を受け、注意して作業できるように認識しなければならない。
- 極端なアウトブレイクが発生した場合には、「病棟を閉鎖して新規入院者の受け入れ停止をする必要があるかもしれない」。
- 「感染している病棟から感染していない病棟への職員の移動は禁止されるべきであり、集団活動や、子どもたちの面会は中止するべきである」[11]。